# 库克诺斯

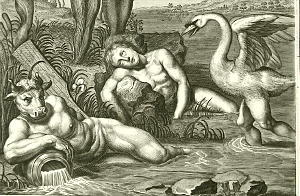
库克诺斯变成了天鹅

库克诺斯（Cycnus）是希腊神话中多位人物的名字，一般死后都变成了天鹅。比如海神波塞冬的儿子库克诺斯，战神阿瑞斯的儿子库克诺斯死后都变成了天鹅。